# El Coscollar
El Coscollar es una localidad española perteneciente al municipio de Aínsa-Sobrarbe, en el Sobrarbe, provincia de Huesca, Aragón. Antiguamente tuvo ayuntamiento propio.
Situado a 906 metros de altitud se extiende sobre una pedregosa ladera por el valle de Paúles. Es un pequeño núcleo rural compuesto por tres viviendas ubicadas en torno a una única calle.
Entre sus edificios destaca la casa Coronas que tiene capilla propia, donde figura la fecha de 1694, mientras que en la fachada, sobre del dintel y a la derecha de la puerta figuran, respectivamente, las fechas de 1744 y 1705. La casa Sasé destaca por su horno y pozo cubierto.
A 2010 cuenta con 8 habitantes, 4 varones y 4 mujeres.